# Andrew Russell Forsyth

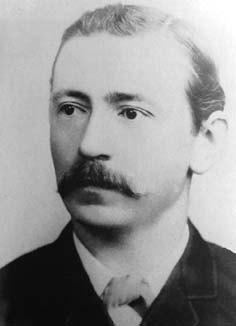
Andrew Russell Forsyth, 1890

Andrew Russell Forsyth (* 18. Juni 1858 in Glasgow; † 2. Juni 1942 in London) war ein britischer Mathematiker.

## Leben
Andrew Russell Forsyth wurde 1859 als Sohn von John Forsyth geboren. Er studierte am Trinity College der Universität Cambridge, wo er mit dem Master of Arts abschloss und bei Arthur Cayley promoviert wurde.
Forsyth lehrte von 1882 bis 1883 als Mathematikprofessor am University College in Liverpool. Von 1884 bis 1910 war er in Cambridge tätig; hier war er von 1884 bis 1895 „Lecturer“ und „Assistant Tutor“ am Trinity College und von 1895 bis 1910 Sadlerian Professor of Pure Mathematics an der Universität Cambridge. Von 1913 bis 1923 war er Chief Professor of Mathematics am Imperial College London.
Er publizierte unter anderem zur Theorie der Differentialgleichungen, zur Funktionentheorie, Differentialgeometrie und Variationsrechnung. Außerdem war er Autor zahlreicher Lehrbücher.
Forsyth heiratete die vorher bereits einmal (mit Charles Boys) verheiratete Marion Amelia Pollock (1866–1920), eine Enkelin des Rechtsanwalts und Politikers Sir Jonathan Frederick Pollock (1783–1870). Aus diesem Grund musste Forsyth das Trinity College in Cambridge verlassen und seinen Fellow-Status aufgeben. In der Folge  verließ auch sein Freund Alfred North Whitehead aus Protest Cambridge.

## Ehrungen und Mitgliedschaften
Von 1881 bis 1910 war Forsyth „Fellow“ des Trinity College der Universität Cambridge. 1886 wurde er als Mitglied („Fellow“) in die Royal Society gewählt, die ihn 1897 mit der Royal Medal auszeichnete. 1900 wurde er als Ehrenmitglied (Honorary Fellow) in die Royal Society of Edinburgh aufgenommen.
Er war Mitglied der London Mathematical Society und von 1904 bis 1906 deren Präsident. 1907 wurde er in die National Academy of Sciences gewählt.
1908 hielt er einen Plenarvortrag auf dem Internationalen Mathematikerkongress in Rom (On the Present Condition of Partial Differential Equations of the Second Order as Regards Formal Integration).

## Werke
- Theory of differential equations, 6 Bände (1890–1906)
- Theory of functions of a complex variable (1893, Nachdruck 1965)
- Calculus of variations (1927)
- Geometry of four dimensions, 2 Bände (1930)